# Karkamış (district)
Karkamis is een Turks district in de provincie Gaziantep en telt 11.581 inwoners (2007). Het district heeft een oppervlakte van 309,9 km².
De bevolkingsontwikkeling van het district is weergegeven in onderstaande tabel.
| 1997   | 2000   | 2007   |
| ------ | ------ | ------ |
| 14.134 | 13.774 | 11.581 |